# Saint-André-de-Corcy

Saint-André-de-Corcy este o comună în departamentul Ain din estul Franței.